# Joseba Elósegui
Joseba Elósegui Odriozola (San Sebastián, 6 de diciembre de 1915-ibídem, 5 de noviembre de 1990) fue un político español de ideología nacionalista vasca. 

## Biografía
Realizó estudios de profesorado mercantil en San Sebastián y de Bellas Artes en París. Como militante del Partido Nacionalista Vasco (PNV), fue capitán de gudaris del batallón «Saseta» y comandante del ejército republicano en Cataluña. Fue condenado a muerte en 1937, pero finalmente fue liberado tras un canje de prisioneros de guerra. Posteriormente combatió con la 145.ª brigada mixta de la 44.ª División. Al final de la guerra, su unidad cruzó la frontera francesa y se exilió en Francia.
El 18 de julio de 1946, puso una ikurriña (bandera del País Vasco, prohibida durante el franquismo), en el vértice de la catedral del Buen Pastor de San Sebastián. El 18 de septiembre de 1970, estando presidiendo Franco la apertura del Campeonato del Mundo de Pelota Vasca en el frontón de Anoeta de San Sebastián, Elósegui se lanzó envuelto en llamas a lo bonzo desde la segunda galería gritando Gora Euskadi askatuta («Viva Euskadi libre»). A consecuencia de esta acción, que provocó heridas de gravedad a dos inspectores de Policía, estuvo 17 días en coma, debatiéndose entre la vida y la muerte, fue condenado a siete años de cárcel.
En 1977 publica el libro Quiero morir por algo. En el mismo, relata en primera persona el bombardeo de Guernica durante el transcurso de la guerra civil española por parte de la Legión Cóndor alemana y la Aviación Legionaria italiana, que combatían en favor de las tropas sublevadas y su acción de lanzarse envuelto en llamas ante Franco en 1970.
Fue nombrado senador por las listas del PNV en las tres primeras legislaturas, en los comicios de 1979, 1982 y 1986, por lo que fue senador durante el periodo comprendido entre el 1 de marzo de 1979 y el 2 de septiembre de 1989.
El 6 de junio de 1984 protagonizó un hecho sonado al sustraer la ikurriña del batallón Itxarkundia, expuesta en el Museo del Ejército de Madrid, que estaba incluida entre un grupo denominado «enseñas del bando republicano durante la guerra de liberación». Al ostentar en estas fechas el cargo de senador, el juzgado competente se vio en la obligación de solicitar al Senado de España el pertinente suplicatorio, que fue denegado por resolución de la Comisión de Suplicatorios del Senado de 4 de septiembre de 1985, por lo que no pudo ser juzgado.
Tras la escisión del Partido Nacionalista Vasco en 1986, pasó a ser afiliado del nuevo partido Eusko Alkartasuna. Murió de un paro cardiaco el 5 de noviembre de 1990, a la edad de 74 años.
El 17 de abril de 2019, el Ayuntamiento de Donostia/San Sebatián con los votos favorables de PNV, PSE-EE, EH Bildu y Elkarrekin Donostia, la abstención del PP decidió denominar el nuevo mirador del alto de San Bartolomé como mirador Joseba Elosegi.
El 28 de agosto de 2021, se efectuó un acto de homenaje en el mirador que lleva su nombre en el que participó el Lehendakari y fundador de Eusko Alkartasuna, Carlos Garaikoetxea.